# Convenenza
La convenenza (accord ou pacte en occitan) est un élément de la pratique rituelle du catharisme, qui s'est développé dans le Midi de la France entre la deuxième moitié du XIIe siècle et la fin du XIIIe siècle.
Le rite et sacrement essentiel du catharisme est le consolamentum qui est une forme de baptême destiné aux mourants ou aux personnes demandant à devenir parfaits cathares
Mais ce rite exigeait que l'impétrant soit conscient et capable de réciter le Notre Père. Par la convenenza, le croyant convenait avec l'Église cathare qu'il serait consolé à l'heure de sa mort même s'il était inconscient.
Ce rite se développe surtout à partir du milieu du XIIIe siècle, c'est-à-dire l'époque où, du fait de la guerre et des persécutions, les croyants cathares étaient souvent en danger de mort.